# Canton de Payzac
Le canton de Payzac est un ancien canton français du département de la Dordogne. Il faisait partie du district d'Excideuil et avait pour chef-lieu Payzac.

## Histoire
Créées en 1790 sous la Révolution en même temps que les départements, les communes du canton de Payzac ont d'abord fait partie du département de la Corrèze. 
Créé par décret du 23 août 1793, le canton de Payzac (ou Peysac) dépend du district d'Excideuil dans le département de la Dordogne jusqu'en 1795, date de suppression des districts.
Lorsque ce canton est supprimé par la loi du 8 pluviôse an IX (28 janvier 1801)  portant sur la « réduction du nombre de justices de paix », ses communes sont transférées vers le canton de Lanouaille, nouvellement créé et rattaché à l'arrondissement de Nontron.

## Composition
Il n'était composé que de trois communes :
- Payzac[2],
- Saint Cyr les Champagnes[3],
- Savignac[4].